# Bangun Rejo (Suka Karya)
Bangun Rejo is een bestuurslaag in het regentschap Musi Rawas van de provincie Zuid-Sumatra, Indonesië. Bangun Rejo telt 2295 inwoners (volkstelling 2010).